# Солнечная машина
Солнечная машина — первый украинский научно-фантастический и утопический роман украинского писателя Владимира Винниченко. Неоднозначность романа как переходного этапа в творчестве отразилась на его оценке и интерпретации. Некоторые литературоведы считали его утопией, другие — антиутопией, а третьи вообще отрицали его утопичность. Винниченко планировал номинировать роман на Нобелевскую премию по литературе.

## История создания
Роман создавался с 1921 по 1925 год с некоторыми перерывами, в основном в Берлине. Произведение имело огромный успех у читателей и с 1928 по 1930 годы выдержало в Украине три переиздания. «Солнечная машина» была в целом благосклонно встречена украинской критикой того времени (О. Билецкий, М. Зеров и др.), которые отмечали такие достоинства произведения, как остроту сюжета, динамизм повествования, широкий охват общественных тенденций, элементы кинематографичности и другие. С 1930 по 1989 годы роман не издавался в Украине.
Первым редактором «Солнечной машины» был В. Симович, который указывал на нарушения Винниченко норм литературного языка. Однако отклонения автора от языковой нормы служили достижению идейно-эстетических целей. Запись в дневнике от 5 ноября 1942 года свидетельствует о высокой лингвистической культуре Винниченко и частично объясняет мотивы его действий: 
Посвящение романа «Моей солнечной Украине. В. В.» присутствовало в первом издании 1928 года. В последующих изданиях оно отсутствовало, но в 1989 году было восстановлено.

## Сюжет
На приём к президенту Объединённого Банка и королю Германии Фридриху Мертенсу приходит обанкротившийся князь Альбрехт. Мертенс скупил всё в стране: правительство и парламент, банки и предприятия, полицию и прессу. Он предлагает отсрочить выплату кредита в обмен на брак с дочерью Альбрехта, принцессой Элизой. Старый князь отказывается и, чтобы его род не был опозорен, разбивается на аэроплане.
Элиза соглашается выйти за Мертенса, чтобы позже отомстить. Она переселяется в поместье графа фон Элленберга, где знакомится с его сыном Адольфом и дочерьми — Фридой и Трудой. В поместье живёт сын лакея, изобретатель Рудольф Штор, которому граф обеспечил образование в благодарность за спасение Адольфа. В поместье собирается организация ИНАРАК (Интернациональный Авангард Революционной Акции), которой Элиза клянётся в верности, чтобы отомстить Мертенсу. Участник ИНАРАКа, брат Рудольфа Макс, пытается завербовать Рудольфа, считая его изобретательство бесполезным. Неожиданно пропадает символ рода Элизы — корона. Жители поместья подозревают друг друга, для расследования прибывают детективы Фриц и Тиле.
Рудольфу нравится служанка Мици, но в темноте он путает её с Элизой. Они влюбляются, но принцесса не отказывается от плана мести. Она сообщает Мертенсу, что согласна на брак, если тот найдёт корону. Мертенс становится королём мира и считает, что корону украли члены ИНАРАКа, чтобы помешать его абсолютной власти. В ИНАРАКе обнаруживается предатель Ринкель, требующий огромную сумму за услуги. Мертенс неохотно соглашается, а ИНАРАК
готовит убийство предателя и самого Мертенса. План проваливается, но распространение листовок против Объединённого Банка вызывает обвал его акций. Мертенс заранее объявляет о свадьбе, отвлекая внимание народа. 

Тем временем Рудольф Штор продолжает работать над таинственным изобретением. Он убеждён, что зависимость человека от пищи ограничивает свободу, и если бы люди питались солнечным светом, они стали бы по-настоящему свободными. В поисках решения он открыл «солнечный минерал» гелионит, способный под действием света превращать органику в питательное вещество — «солнечный хлеб». С помощью минерала создана «солнечная машина», в которую достаточно положить траву или листья, пропустить солнечный свет и оросить потом, чтобы получить бесплатную еду. Рудольф демонстрирует изобретение графу и Элизе, которые одобряют его работу. Однако выясняется, что он без разрешения взял корону графа, чтобы использовать её бриллиант. Граф прощает Штора, но опасается последствий распространения «солнечной машины». Рудольфу запрещают покидать поместье, и он тайно убегает, оставив фальшивую машину. Созванная комиссия считает его мошенником или безумцем, уверовавшим в собственный гений. Элиза, однако, не верит в это.
ИНАРАК интересуется «солнечной машиной» и распространяет изобретение по всему миру, освобождая людей от гнёта капиталистов. Люди больше не нуждаются в работе ради хлеба, рабочие покидают фабрики и заводы. «Солнечный хлеб» вызывает эйфорию, что поначалу кажется благом, но вскоре цивилизация рушится: без работников останавливаются электростанции, выходят из строя водопроводы и коммуникации. Люди начинают бороться за остатки имущества эксплуататоров и против тех, кто отвергает «солнечный хлеб». Мертенс готовит зачистку Берлина от бунтарей, в то время как на Германию надвигаются враги. Видя крах надежд на развитие человечества, сведённого к животному состоянию, Мертенс и Штор сходятся во мнении о необходимости добровольного труда.
На основе расчётов Мертенса Штор создаёт Вольный Союз Творческого Труда, который восстанавливает жизнь городов. После зимы в людях пробуждается желание добровольной работы. Штор возвращается в поместье и воссоединяется с Элизой. Он возглавляет наступление на дворец, где засела Рада Армии, планирующая очистить Берлин ядовитым газом. План удаётся, сторонники «солнечной машины» побеждают и приветствуют Рудольфа.

## Издания
- Винниченко В. Солнечная машина, ч. 1 — Нью-Йорк, 1962. — 312 с.
- Винниченко В. К. Солнечная машина: Роман. — К.: Днипро. — 619 с. — (Романы и повести, 1989/6).
- Винниченко В. К. Солнечная машина / В. К. Винниченко. Собрание сочинений в 2-х т.: Т. 2: Солнечная машина: роман. — К.: Днипро, 2000. — 624 с.
- Винниченко В. К. Солнечная машина / В. К. Винниченко; предисл. О. Гнидан. — К.: Сакцент Плюс, 2005. — 640 с.

### Статьи
- Баран Г. «Солнечная машина» В. Винниченко в контексте мировых утопий и антиутопий // Укр. мова й літ. в серед. школах… — 2000. — № 1. — С. 52—59.
- Билецкий О. «Солнечная машина» В. Винниченко // Критика. — 1928. — № 2. — С. 31—43.
- Бондаренко Ю. «Солнечная машина» В. Винниченко: идеационность против сенситивности: применение философско-исторических подходов к изучению литературы // Диво слово. — 2007. — № 7. — С. 17—22.
- Гриценко В. Кнут, пряник или микроб интереса?: (взгляд В. Винниченко на власть одних людей над другими в романе «Солнечная машина») // Укр. лит. в загальноосвіт. шк. — 2003. — № 1. — С. 45—49.
- Гурдуз А. Мифологема «Золотого века» в романах А. Толстого «Гиперболоид инженера Гарина» и В. Винниченко «Солнечная машина» / А. Гурдуз, М. Бояревич // Всесвіт. літ. та культура в навч. закладах України. — 2009. — № 1. — С. 21—23.
- Дмитренко Е. В. «Дневник» (1911—1925) и роман «Солнечная машина» В. Винниченко: К вопросу интертекстуальных связей
- Емельянова Н. М. Ольга Кобылянская и Владимир Винниченко: одинокие узники экзистенциально-жертвенного духа // Гілея: Сборник научных трудов. — К., 2009. Выпуск 29.
- Зеров М. «Солнечная машина» как литературное произведение // Зеров М. Сочинения в двух томах. — К.: Днипро, 1990. — Т. 2. — С. 435—457.
- Кучеренко Л. И., Назаренко И. Колоративы как стилистическая категория в языковой творчестве В. Винниченко
- Сеник Л. Первый украинский утопический роман // Україна: культурна спадщина, національна свідомість, державність. — Вип. 5. — Львів, 1998. — С. 549—559.
- Сиваченко Г. «Солнечная машина» В. Винниченко и роман-антиутопия XX столетия // Слово и время. — 1994. — № 1. — С. 42—47.
- Фєдченко П. «Надо бы приблизиться к наибольшей реальности…»: О «Солнечной машине» В. Винниченко // Київ. — 1989. — № 1. — С. 157—160.
- Professor Marko Pavlyshyn F.A.H.A. Artist or Moralist? Volodymyr Vynnychenko's The Solar Machine. Australian Slavonic and East European Studies 3.2 (1989): 17–33.
- Mykola Iv. Soroka. Displacement and Utopia: Volodymyr Vynnychenko's «Soniachna mashyna». The Slavonic and East European Review Vol. 85, No. 3 (Jul., 2007), pp. 441—461

### Монографии
- Smyrniw W. . — Bern: Peter Lang AG, 2013. — С. 388. — ISBN 978-3-0343-1323-0.